# Championnat de Bahreïn de football 2010-2011
Navigation
Saison précédente Saison suivante
La saison 2010-2011 du Championnat de Bahreïn de football est la cinquante-cinquième édition du championnat national de première division à Bahreïn. Les dix meilleurs clubs du pays sont regroupés au sein d'une poule unique et s'affrontent deux fois au cours de la compétition, à domicile et à l'extérieur.
Le championnat connaît plusieurs périodes de troubles durant la saison. Il est interrompu après la 14e journée, en raison du soulèvement bahreïni qui a arrêté l'ensemble des compétitions sportives. Deux clubs ont déclaré forfait : Malikiya Club et Al-Shabab Club.
Al Muharraq Club, en tête au moment de l'arrêt du championnat est déclaré vainqueur, devant Riffa Club et le tenant du titre, Al-Ahli Club. C'est le trente-deuxième titre de champion de l'histoire du club, qui réussit même le doublé en s'imposant face à Busaiteen Club en finale de la Coupe de Bahreïn.

## Les clubs participants
| - Al Muharraq Club - Riffa Club - Al Hidd Club - Promu de D2 - Al Najma Club - Manama Club | - Al-Shabab Club - Busaiteen Club - Al-Ahli Club - Al Hala SC - Malikiya Club |

## Compétition

### Classement
Le classement est établi sur le barème de points classique (victoire à 3 points, match nul à 1, défaite à 0).
| Rang | Équipe                 | Pts | J  | G | N | P | Bp | Bc | Diff |
| ---- | ---------------------- | --- | -- | - | - | - | -- | -- | ---- |
| 1    | Al Muharraq ClubC      | 28  | 14 | 8 | 4 | 2 | 26 | 14 | +12  |
| 2    | Riffa Club             | 26  | 14 | 7 | 5 | 2 | 31 | 18 | +13  |
| 3    | Al-Ahli ClubT          | 24  | 14 | 7 | 3 | 4 | 30 | 21 | +9   |
| 4    | Al Hidd ClubP          | 20  | 14 | 5 | 5 | 4 | 24 | 28 | -4   |
| 5    | Manama Club            | 19  | 14 | 5 | 4 | 5 | 22 | 22 | 0    |
| 6    | Busaiteen Club         | 13  | 14 | 2 | 7 | 5 | 18 | 24 | -6   |
| 7    | Al Hala SC             | 10  | 14 | 1 | 7 | 6 | 14 | 28 | -14  |
| 8    | Al Najma Club          | 8   | 14 | 1 | 5 | 8 | 15 | 25 | -10  |
| 9    | Malikiya Club forfait  |     |    |   |   |   |    |    |      |
| 10   | Al-Shabab Club forfait |     |    |   |   |   |    |    |      |

|  | Qualification pour la Coupe du golfe des clubs champions 2012            |
|  | Relégation directe en deuxième division                                  |
|  | T : Tenant du titre C : Vainqueur de la Coupe du Bahreïn P : Promu de D2 |

## Bilan de la saison
| Championnat de Bahreïn de football 2010-2011                        |                              |
| Champion                                                            | Al Muharraq Club (32e titre) |
| Coupes et trophées                                                  |                              |
| Vainqueur de la Coupe de Bahreïn 2010-2011                          | Al Muharraq Club             |
| Qualifications continentales                                        |                              |
| Coupe de l'AFC 2012                                                 | Aucun                        |
| Coupe du golfe des clubs champions 2012                             | Al Muharraq Club             |
| Coupe du golfe des clubs champions 2012                             | Riffa Club                   |
| Coupe du golfe des clubs champions 2012                             | Busaiteen Club               |
| Promotions et relégations                                           |                              |
| Promus en Bahraini Premier League                                   | East Riffa                   |
| Promus en Bahraini Premier League                                   | Bahrain Club                 |
| Relégués en Championnat de Bahreïn de football de deuxième division | Malikiya Club                |
| Relégués en Championnat de Bahreïn de football de deuxième division | Al-Shabab Club               |